# Roch Marc Christian Kaboré
Roch Marc Christian Kaboré (født 25. april 1957) er en politiker fra Burkina Faso og landets præsident fra 2015 til 2022. Tidligere har Kaboré fungeret som premierminister for Burkina Faso fra 1994 til 1996 og præsident for landets nationalforsamling fra 2002 til 2012.
Kaboré blev valgt som præsident i Burkina Faso ved parlamentsvalget i november 2015 og vandt et flertal i første valgrunde. Ved sin tiltræden blev han den første valgte præsident i 49 år uden nogen tidligere forbindelser til militæret. Kaboré arbejdede som bankmand før sin politiske karriere. Han blev genvalgt til sin anden periode ved valget 22. november 2020 med 57,74% af stemmerne.

## Afsættelse ved militærkup i 2022
Burkina Faso har som andre lande i regionen været præget af uro som følge af militante islamiske jihadister. Dele af Burkina Fasos militær har ønsket et tættere samarbejde med den russiske Wagner Group til at nedkæmpe de islamistiske oprørere i landet. Roch Marc Kaboré var imod et tættere samarbejde med Wagner Group, da han mente, at dette ville bringe landet på på kollisionskurs med vesten.
En oprørsgruppe i landet under ledelse af officeren Paul-Henri Sandaogo Damiba oplyste den 24. januar 2022, at de havde afsat Kaboré som præsident som følge af den usikre sikkerhedsmæssige situation i Burlina Faso og den manglende indsats mod de muslimske oprørere. Et brev hvori Kaboré oplyste, at han er trådt tilbage blev dagen efter læst op på landets nationale tv-station. Kaboré tilbageholdes efter det oplyste på en flybase, men er ifølge den franske præsident uskadt.